# Michael Grau
Michael Grau (* 1955 in Dorsten) ist ein deutscher Diplomat und hat den aktiven Dienst im Juni 2020 verlassen, er war zuletzt als Botschafter der Bundesrepublik Deutschland in Abidjan, Regierungssitz der afrikanischen Côte d’Ivoire, tätig.

## Lebenslauf
Nach Schulbesuch und Studium der Rechtswissenschaften (Abschluss mit dem Ersten Staatsexamen) in Tübingen und Freiburg trat Michael Grau 1982 in den Auswärtigen Dienst ein. Er war an den Botschaften in Bogotá und Algier sowie an den Ständigen Vertretungen bei der OECD in Paris und bei den Vereinten Nationen in New York tätig, bevor er die Leitung des Generalkonsulats Nowosibirsk in Russland übernahm. Nach einer Tätigkeit als Referatsleiter in der Abteilung für Kultur und Kommunikation des Auswärtigen Amtes in Berlin vertrat Michael Grau ab Juli 2009 die Bundesrepublik Deutschland als Botschafter in Panama. Im August 2012 übernahm er die Leitung des deutschen Generalkonsulats in der kasachischen Stadt Almaty und wechselte zum September 2014 als Botschafter nach Vientiane, Hauptstadt der Demokratischen Volksrepublik Laos. Vom August 2017 bis zum Ende seines aktiven Diensts im Juni 2020 leitete Michael Grau die deutsche Botschaft in Abidjan, Regierungssitz der afrikanischen Côte d’Ivoire.